# Ravno, Dobje
Ravno je naselje v Občini Dobje.